# Greenwood (Indiana)
Greenwood é uma cidade localizada no estado americano de Indiana, no condado de Johnson.

## Geografia
De acordo com o United States Census Bureau, a cidade tem uma área de 72,3 km².

### Localidades na vizinhança
O diagrama seguinte representa as localidades num raio de 12 km ao redor de Greenwood.

## Demografia
Segundo o censo nacional de 2010, a sua população é de 49 791 habitantes e sua densidade populacional é de 689 hab/km².

## Marcos históricos
A relação a seguir lista as 3 entradas do Registro Nacional de Lugares Históricos em Greenwood. O primeiro marco foi designado em 14 de junho de 1991 e o mais recente em 8 de março de 2021.
- Bagby-Doub Farmstead
- Greenwood Commercial Historic District
- Greenwood Residential Historic District